# Hentzia palmarum
Hentzia palmarum là một loài nhện trong họ Salticidae.
Loài này thuộc chi Hentzia. Hentzia palmarum được Nicholas Marcellus Hentz miêu tả năm 1832.

## Hình ảnh

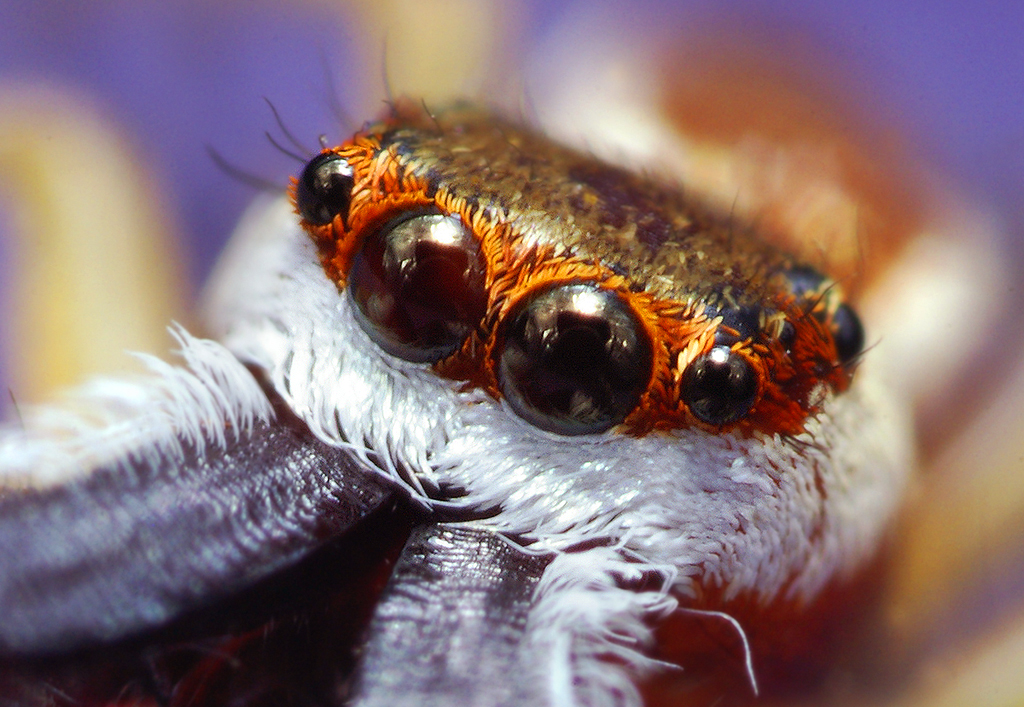